# Euthalia mysolensis
Euthalia mysolensis är en fjärilsart som beskrevs av Talbot 1932. Euthalia mysolensis ingår i släktet Euthalia och familjen praktfjärilar. Inga underarter finns listade i Catalogue of Life.